# Aitrang
Aitrang là một đô thị ở Ostallgäu bang Bayern thuộc nước Đức.

## Picture Gallery

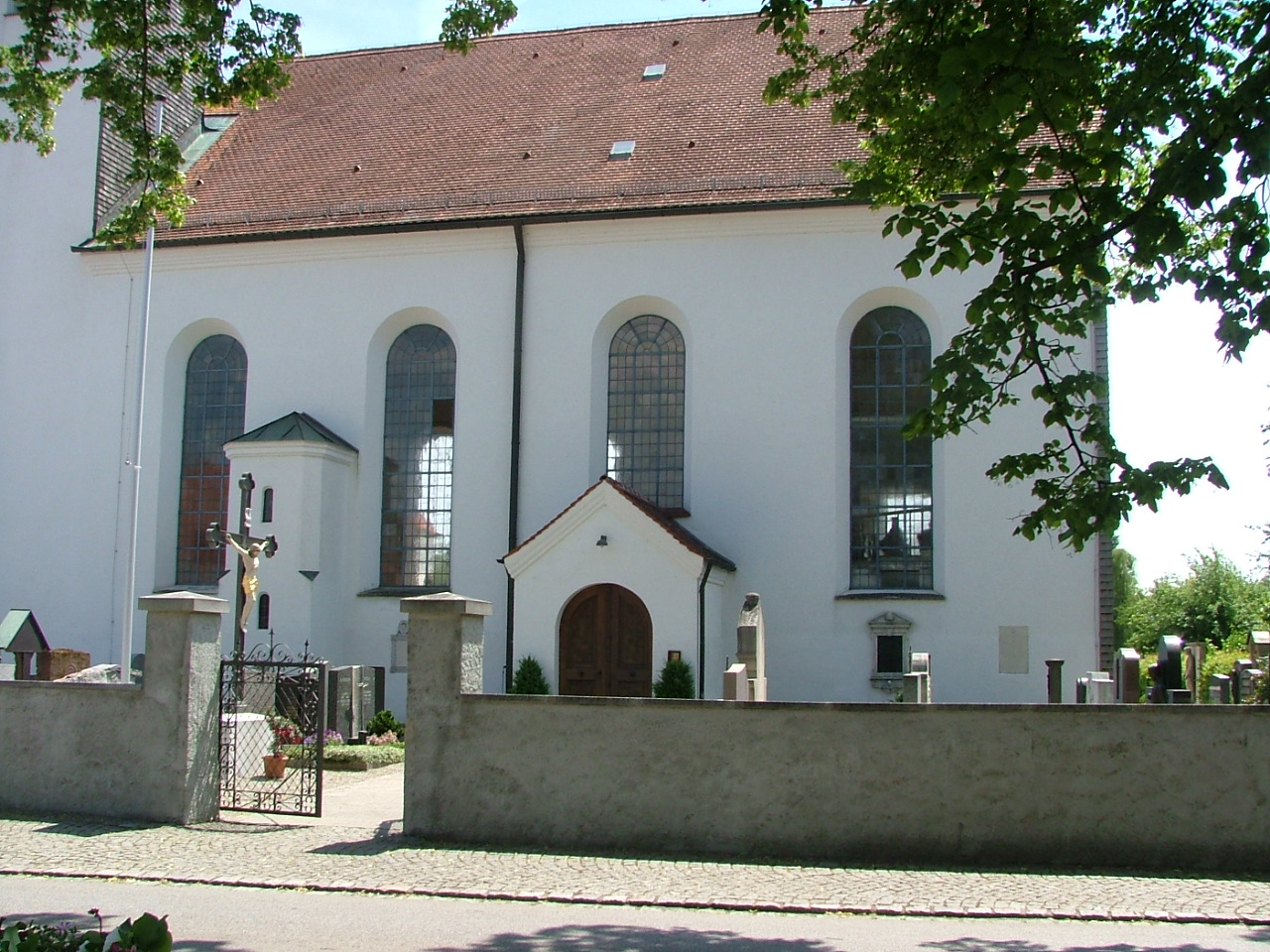
Pfarrkirche St.Ulrich
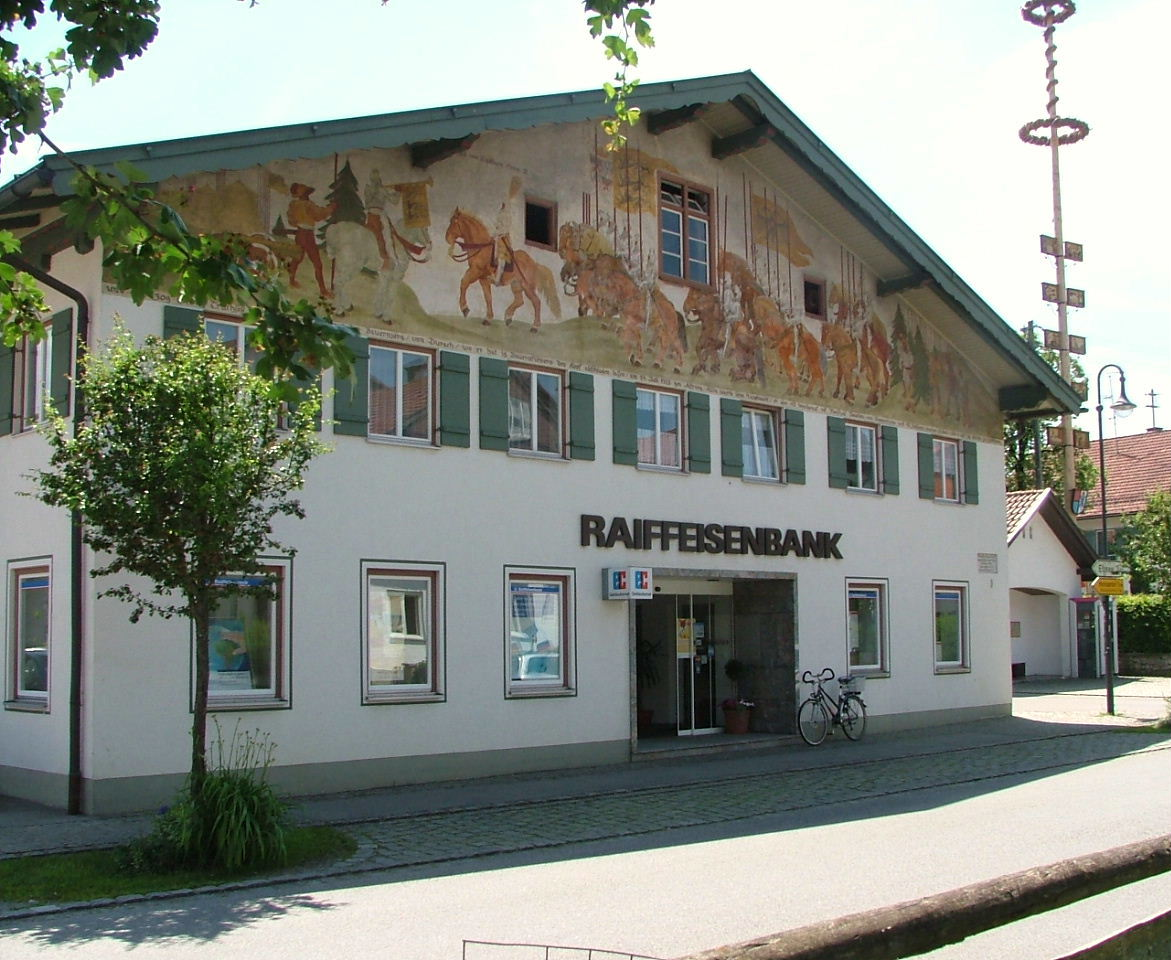
Sehenswertes Giebelfries
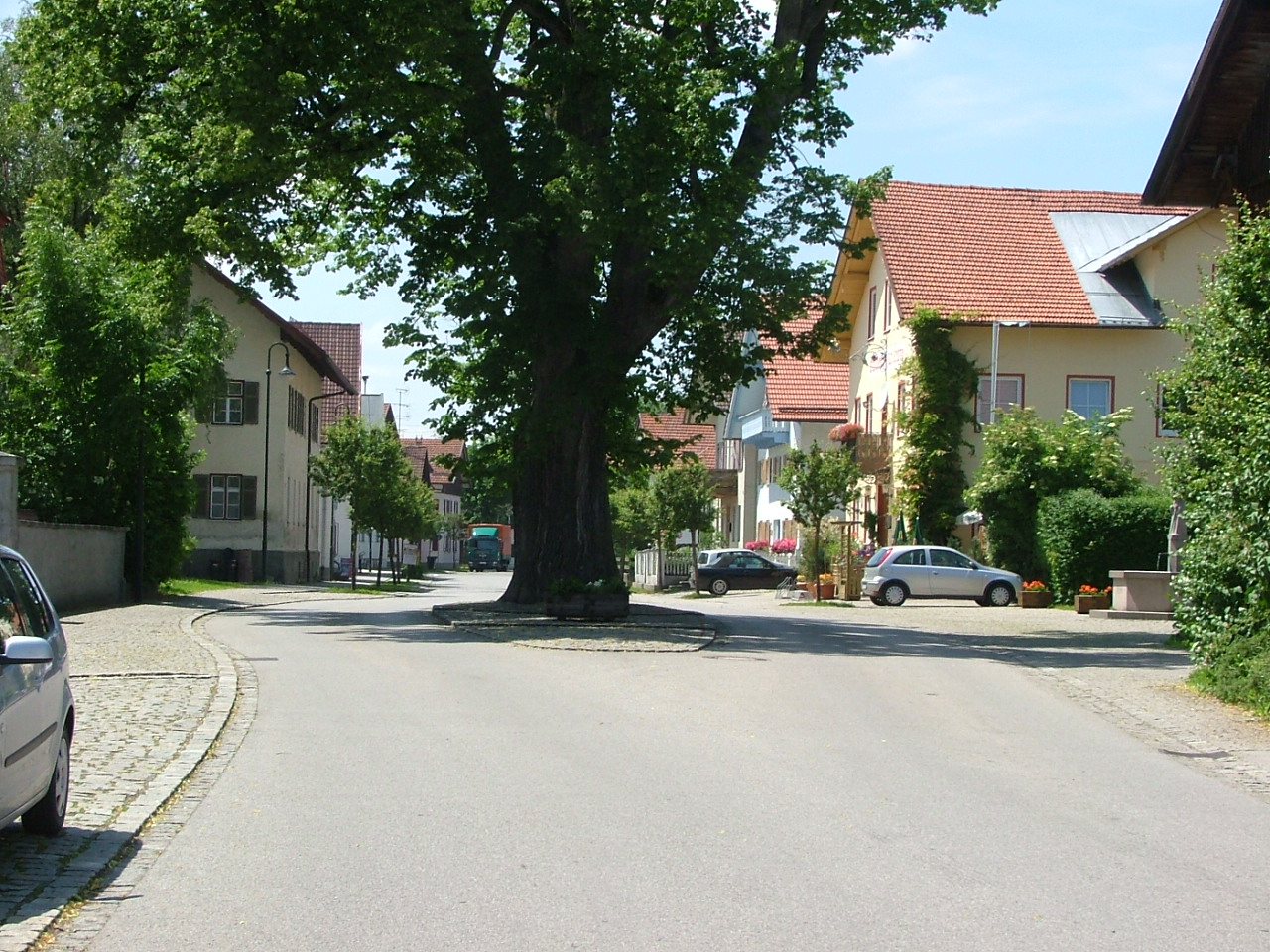
Ortsmitte mit Linde
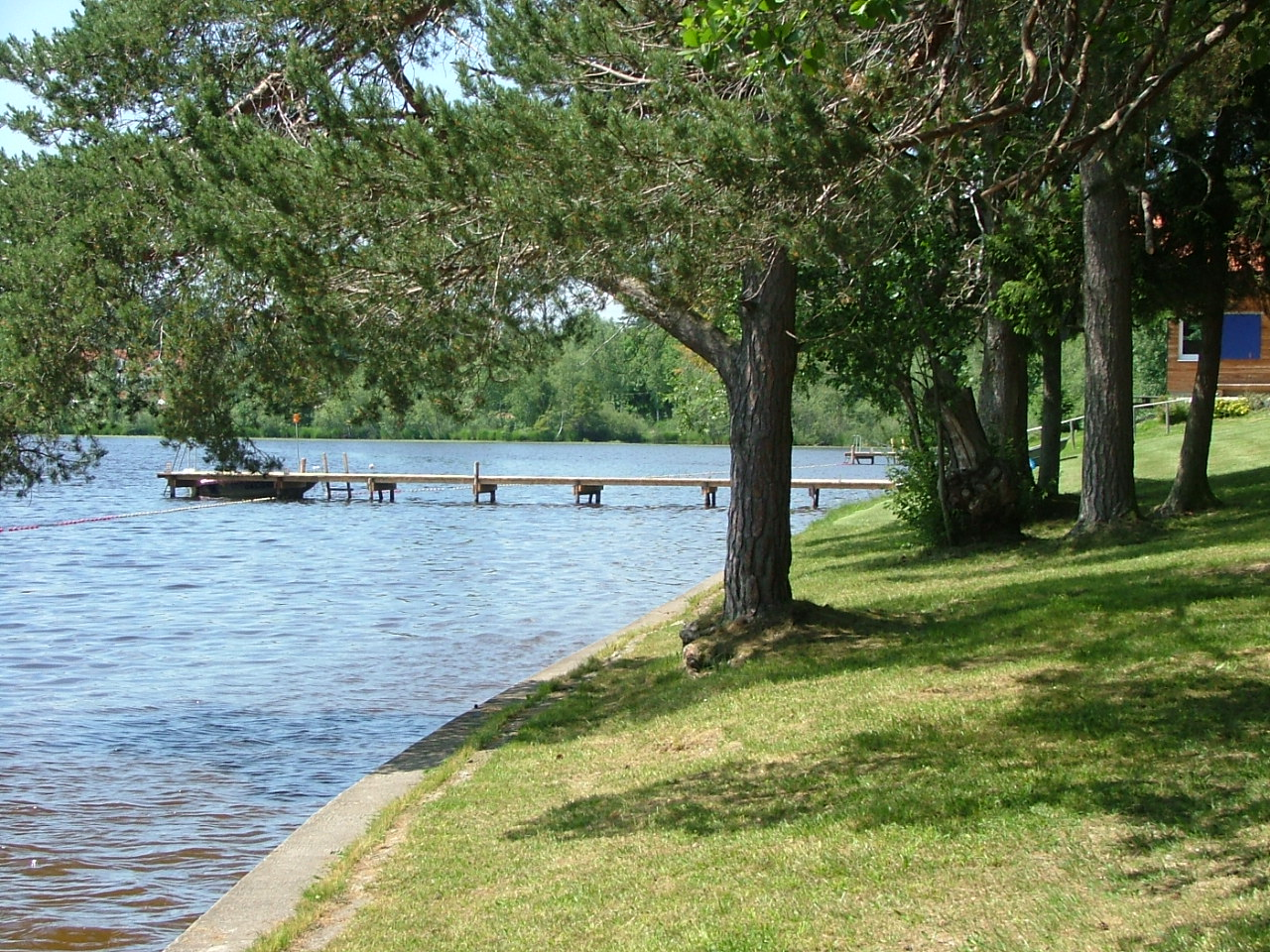
Elbsee südlich von Aitrang